# Норфлет (Арканзас)
Норфлет (англ. Norphlet) — город, расположенный в округе Юнион (штат Арканзас, США) с населением в 822 человека по статистическим данным переписи 2000 года.

## География
По данным Бюро переписи населения США город Норфлет имеет общую площадь в 5,44 квадратных километров, водных ресурсов в черте населённого пункта не имеется.
Город Норфлет расположен на высоте 55 метров над уровнем моря.

## Демография
По данным переписи населения 2000 года в Норфлете проживало 822 человека, 236 семей, насчитывалось 311 домашних хозяйств и 321 жилой дом. Средняя плотность населения составляла около 153,3 человек на один квадратный километр. Расовый состав Норфлета по данным переписи распределился следующим образом: 94,77 % белых, 3,16 % — чёрных или афроамериканцев, 0,36 % — коренных американцев, 0,61 % — представителей смешанных рас, 1,09 % — других народностей. Испаноговорящие составили 2,19 % от всех жителей города.
Из 311 домашних хозяйств в 38,6 % — воспитывали детей в возрасте до 18 лет, 63,7 % представляли собой совместно проживающие супружеские пары, в 9,6 % семей женщины проживали без мужей, 24,1 % не имели семей. 22,2 % от общего числа семей на момент переписи жили самостоятельно, при этом 11,6 % составили одинокие пожилые люди в возрасте 65 лет и старше. Средний размер домашнего хозяйства составил 2,64 человек, а средний размер семьи — 3,11 человек.
Население города по возрастному диапазону по данным переписи 2000 года распределилось следующим образом: 28,7 % — жители младше 18 лет, 7,4 % — между 18 и 24 годами, 28,7 % — от 25 до 44 лет, 21,9 % — от 45 до 64 лет и 13,3 % — в возрасте 65 лет и старше. Средний возраст жителей составил 36 лет. На каждые 100 женщин в Норфлете приходилось 89 мужчин, при этом на каждые сто женщин 18 лет и старше приходилось 86 мужчин также старше 18 лет.
Средний доход на одно домашнее хозяйство в городе составил 39 063 доллара США, а средний доход на одну семью — 45 500 долларов. При этом мужчины имели средний доход в 38 214 долларов США в год против 23 864 доллара среднегодового дохода у женщин. Доход на душу населения в городе составил 15 754 доллара в год. 7,5 % от всего числа семей в округе и 10,1 % от всей численности населения находилось на момент переписи населения за чертой бедности, при этом 12,7 % из них были моложе 18 лет и 4,2 % — в возрасте 65 лет и старше.